# Ontuchtwet
De Ontuchtwet (Afrikaans: Ontugwet) was een Zuid-Afrikaanse wet uit 1927 die gemeenschap tussen mensen van het blanke ras en het zwarte ras verbood. In 1950 werd de wet uitgebreid waardoor het verboden werd dat twee mensen van verschillende rassen gemeenschap met elkaar hadden, waarmee kleurlingen en later Indiërs ook onder de wet vielen. Wanneer een man werd betrapt bij het overtreden van de wet, liep hij kans op een gevangenisstraf van vijf jaar, een vrouw op een gevangenisstraf van vier jaar. Het prostitueren van vrouwen voor interraciale seks en het toestaan van interraciale seks op eigen terrein werd bestraft met een gevangenisstraf van vijf jaar.
De uitbreiding van de wet in 1950 vond plaats tijdens het presidentschap van Daniël François Malan. Het jaar ervoor was de Wet op verbod van gemengde huwelijken in werking getreden en in 1950 ook de Wet op bevolkingsregistratie. Hiermee waren de eerste wetten aangenomen ter bevordering van de apartheid, sinds dat de Nasionale Party in 1948 aan de macht kwam. Door een gelijknamige wet uit 1957 werd de wet buiten werking gesteld, maar de verboden werden wel overgenomen. Pas in 1985 waren alle wetten met gelijkstrekkende duiding opgeheven.